# Promachus rufescens
Promachus rufescens là một loài ruồi trong họ Asilidae. Promachus rufescens được Ricardo miêu tả năm 1920. Loài này phân bố ở vùng nhiệt đới châu Phi.